# Potatissallad

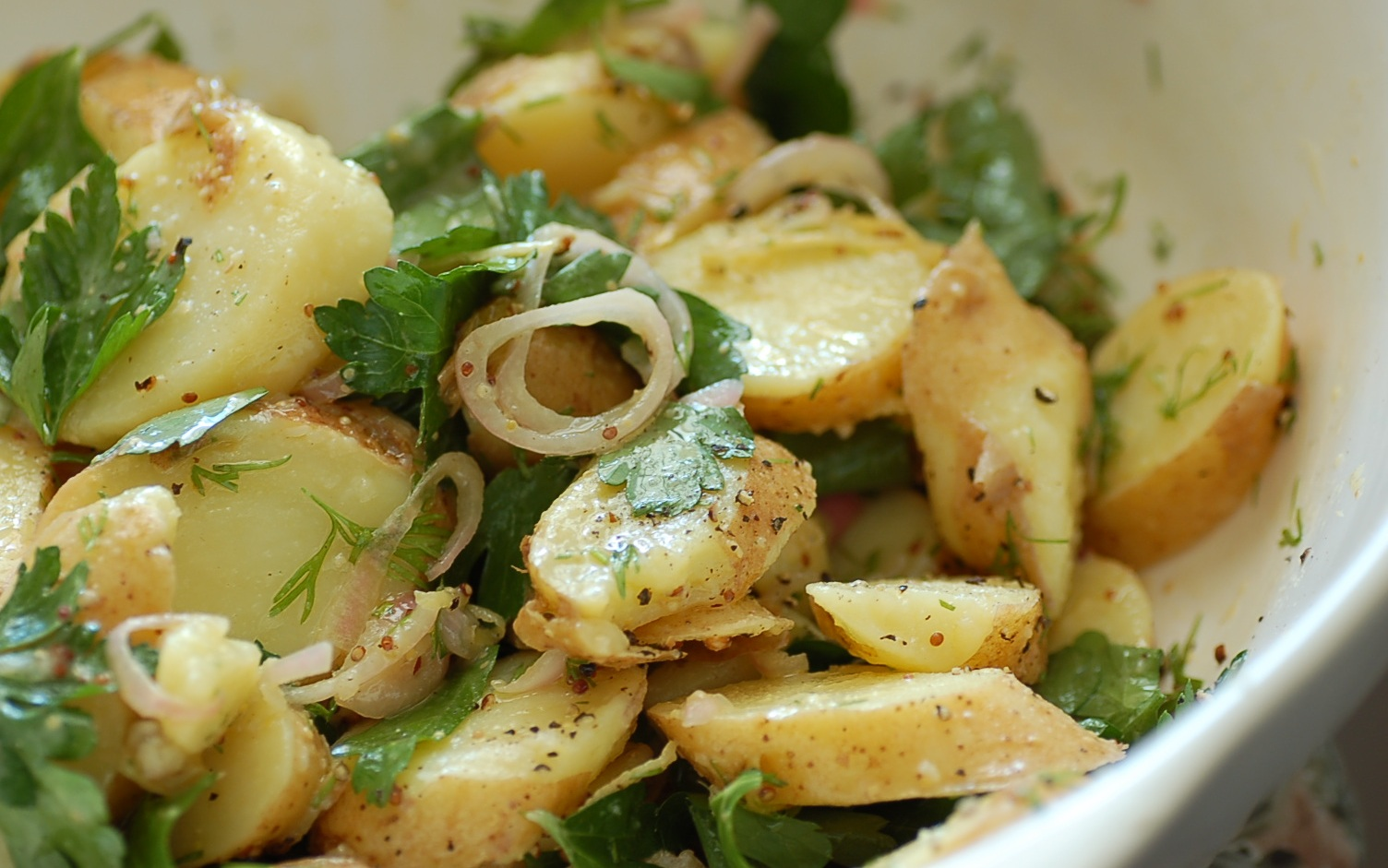
En varm potatissallad.

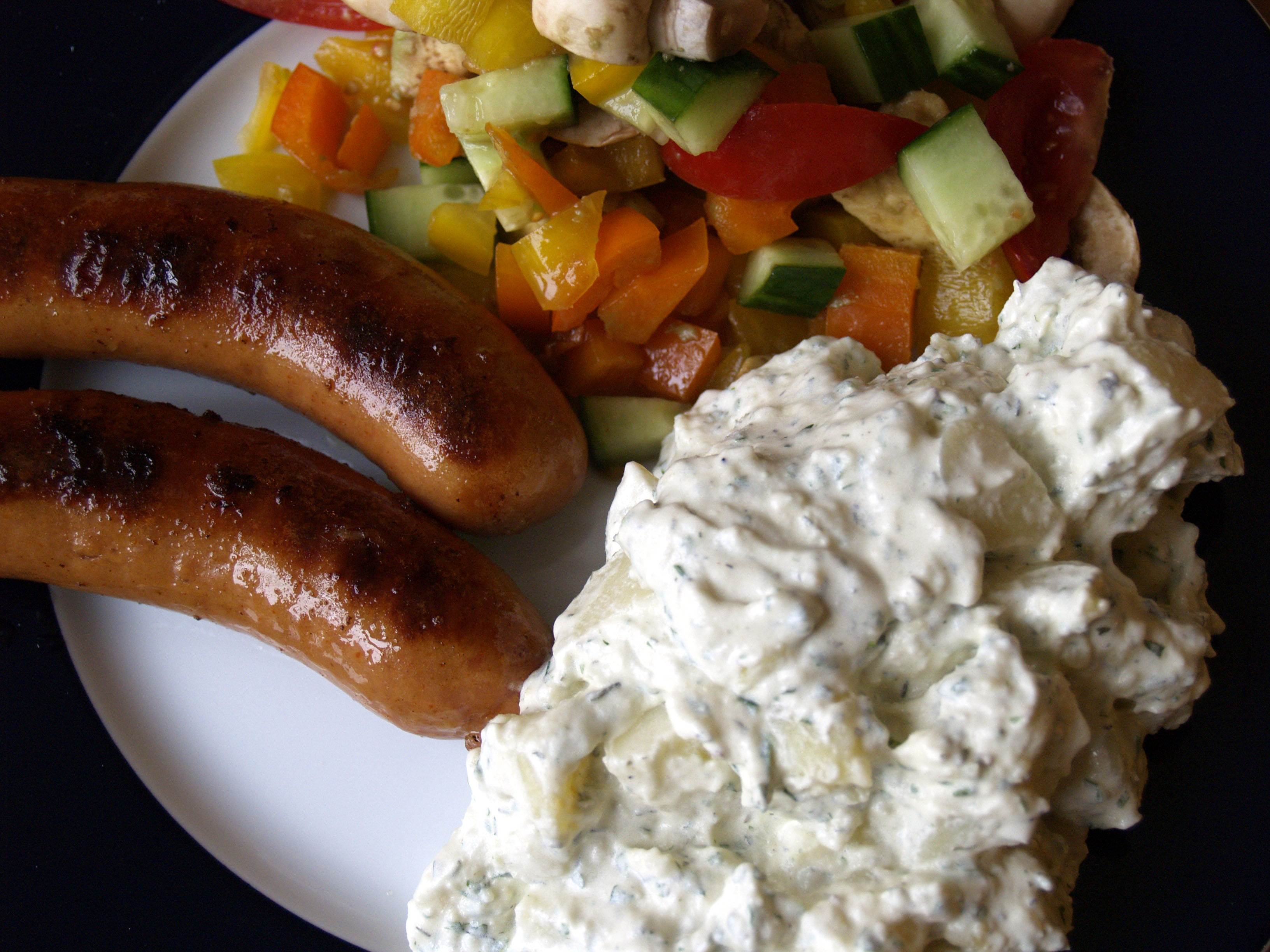
Korv, sallad och kall potatissallad.

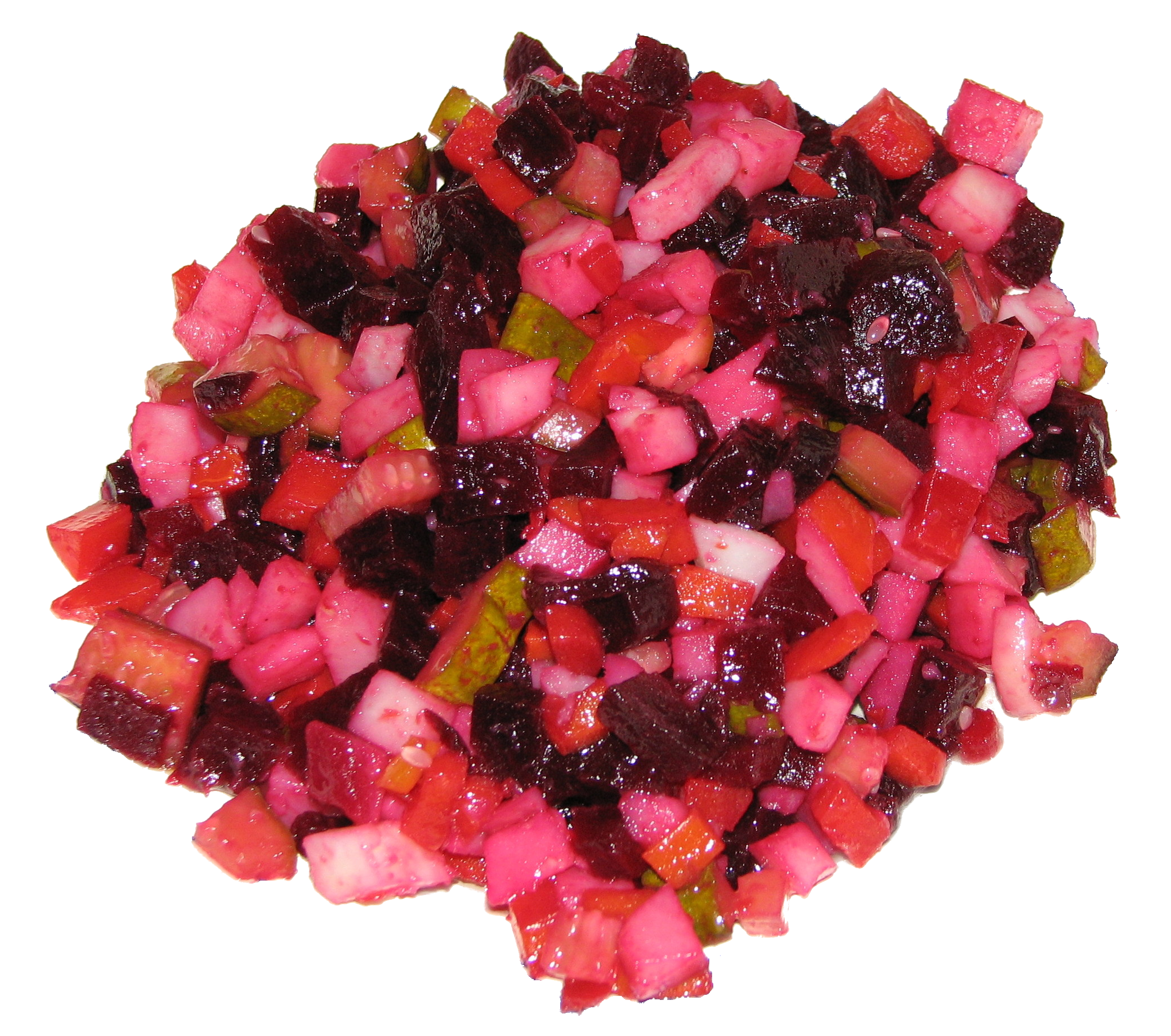
Rysk vinägrettpotatissallad.

Potatissallad är en maträtt bestående av kokt potatis i en dressing. Dressingen kan vara baserad på majonnäs, crème fraiche, gräddfil, eller yoghurt och serveras kall. Alternativt kan den vara baserad på en olje- eller smör- och vinägerblandning (vinägrett) och då även serveras varm.
Den kokta potatisen blandas med en dressing som kan innehålla olika örter, kryddor och smaksättningar. Det kan vara exempelvis hackad ättiksgurka, hackat äpple och kapris.
I Tyskland är det även vanligt att göra den på varm buljong och vinäger. I Ryssland förekommer en vinägrettbaserad potatissallad med bland annat kokta rödbetor som ger salladen en rödrosa färg. I en fransk potatissallad är vinägerdressingen smaksatt med fransk senap.
Färdiglagade potatissallader brukar baseras på antingen majonnäs, crème fraiche eller yoghurt och likna stuvningar. Vissa innehåller cirka 20–25 viktprocent fett. Fetthalten varierar dock mellan olika fabrikat och produkter. Under 2000-talet tillverkas varianter med omkring 5–10 viktprocent fett.
Potatissallad brukar serveras som tillbehör till olika kötträtter, vissa fågelrätter samt fiskrätter med rökt fisk. I Österrike är varm potatissallad ett traditionellt tillbehör till wienerschnitzel. I Sverige serveras kall potatissallad vanligen till kallskuret kött, exempelvis rostbiff.